# Lig
Lig este o localitate din comuna Kanal ob Soči, Slovenia, cu o populație de 143 de locuitori.